# 中国鲵属
中國短頭鯢（學名：Sinobrachyops）为已滅絕的兩棲綱離片椎目的兩棲類，1985年發現於自貢大山鋪恐龍化石群，之後又於澳大利亞和新疆的中侏罗世地层發現該類化石存在。

## 參看
- 離片椎目